# فرانسيس مولينا
فرانسيس مولينا (24 سبتمبر 1994 - ) هي لاعبة كرة طائرة الفلبين.